# Thilo Sarrazin
Thilo Sarrazin (Gera, 1945. február 12. –) német közgazdász, író, politikus.
Esszéíróként és politikusként is ismert (2009-ig az SPD tagja volt). Berlini „pénzügyminiszterként” (Finanzsenator) kezdte politikai pályafutását 2002 januárjától 2009 áprilisáig. Ezután a Deutsche Bundesbank ügyvezető tagja lett 2010 szeptemberének végéig. Távozásában szerepet játszott a Németország megszünteti önmagát című esszéjének megjelenése nyomán fellágolt vita. Az ellentmondásos és provokatív könyv genetikai téziseket tartalmaz bevándorlással kapcsolatos szociálpolitikal jóslatairól.

## Élete
Hans-Christian Sarrazin orvos-író (1914–2013) és a művész Mechthild von Fischer (1920–2014) négy gyermeke közül a legidősebbként, Gerában született a második világháború utolsó szakaszában, ahol édesanyja – egy nyugat-porosz földbirtokos lánya – a kelet-német területekről menekülve átmenetileg rokonainál tartózkodott. Recklinghausenben nőtt fel, és 1965-ben érettségizett a Petrinum humán-középiskolában. Sorkatonai szolgálatának teljesítése után a Bonni Egyetemen folytatta tanulmányait közgazdasági és kereskedelmi szakon, ahol 1971-ben szerzett bachelor fokozatot. 1973 novemberétől 1974 decemberéig a Friedrich-Ebert Alapítványnál dolgozott. Ebben az időszakban szerezte meg első tapasztalatait a Németország Szociáldemokrata Pártja aktivistájaként.
1975-ben a Szövetségi Pénzügyminisztériumnál kezdett dolgozni, ezt a munkát 1978-ban felhagyva, a Munkaügyi és Szociális Minisztérium irodavezetőjévé vált. 1981-ben visszatért a pénzügyminisztériumba, ahol Hans Matthöfer miniszterrel, majd utódjával, Manfred Lahnsteinnel működött együtt.
Sarrazin még a liberális-szocialista koalíció 1982. októberi bukása után is a Pénzügyminisztériumban maradt több egység igazgatójaként, úgymint (1989–90-ben) az Innerdeutsche Beziehungennél, amelynek célja volt a terepet előkészíteni. a német gazdasági egységhez.

## A Deutsche Bahnnál
2000 tavasza és 2001 decembere között a Deutsche Bahnnál, a német állami vasúttársaságnál dolgozott a DB Netz igazgatósági tagjaként, tervezési és befektetési felelősként.
A Deutsche Bahn által elfogadott népszerű részvénytulajdonosi modell (Volksaktienmodells) egyik kulcsfontosságú fejlesztőjének tartják, amely az elsőbbségi részvények használatával korlátozza a magánbefektetők szerepét. A DB Netz igazgatótanácsából való elbocsátását követően jogi vita alakult ki, és Sarrazin továbbra is megkapta a fizetését, amíg a cégből való kiválása részleteit véglegesítették. Hartmut Mehdorn szerint Sarrazin megszegte az őt a DB-hez kötő megállapodásokat, és olyan másodlagos tevékenységeknek szentelte magát, amelyeket szerződése nem tett volna lehetővé. A Deutsche Bahn ezért előzetes egyeztetés nélkül felmondta a szerződését, ami ellen Sarrazin jogerősen fellebbezett. Az ügyet azonban a szövetségi bíróság elutasította.

## Berlin pénzügyi szenátoraként
Sarrazint a berlini szenátus 2002 januárjában nevezte ki pénzügyi biztosnak Klaus Wowereit akkori polgármester tanácsába. A megtakarítások és az összes közkiadás pontos nyomon követésén alapuló politikáját követte. A 2007-es pozitív gazdasági helyzetben önkormányzata a történelemben először vezette Berlint, úgy hogy 80 millió eurós nyereséggel zárta a mérlegét.
2009-ben Sarrazin megkérdőjelezte az állami munkanélküli segélyt (Hartz IV), és kijelentette, hogy: „Először is a Hartz IV-ben részesülők gyakrabban maradnak otthon; másodszor, szeretik, ha (ingyen) jól fűtik otthonukat; harmadszor pedig sokuk szabályozza a hőmérsékletet az ablak kinyitásával és becsukásával”, hangsúlyozva azt a tényt, hogy Németországban a munkanélküliek nem fizetik a lakbért és otthonuk fűtését. A nyugdíjemelést is „teljesen értelmetlen akciónak” minősítette, ehelyett azt tanácsolta a kormányzatnak, hogy készítse fel az időseket a „létminimum felé történő lassú csökkenésre”.

## A Deutsche Bundesbank tagjaként

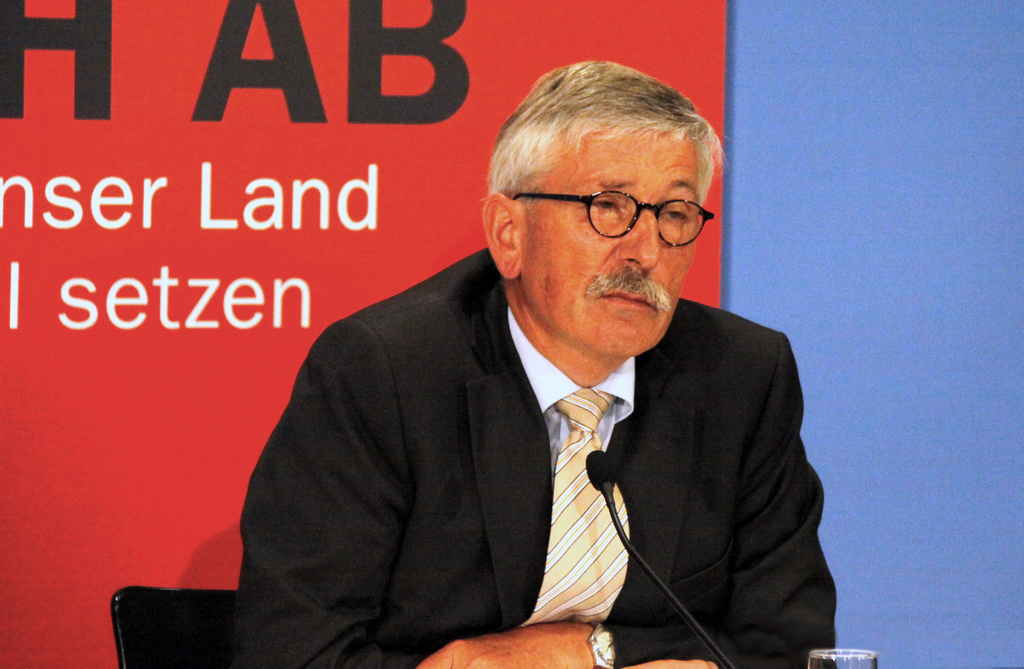
Könyve bemutatóján

2009. április 30-án Sarrazin elhagyta a berlini városi tanácsban (Senat) betöltött pozícióját, és elfogadta a Deutsche Bundesbank igazgatósági tagi posztját. 2010. május 1-jétől szeptemberig együttműködött a Bundesbankkal a technológiai fejlesztésben, valamint a kockázatok nyomon követésében és felülvizsgálatában.

A Németország megszünteti önmagát könyvborítója

2010. szeptember 2-án felmentették egyes feladatai alól. Ezzel a lépéssel az igazgatótanács más tagjai el akarták mozdítani a végrehajtói beosztásokból. Ezt a döntést Sarrazin egy sor ellentmondásos kijelentése után hozták meg. E választás legitimitását Christian Wulff német elnöknek kellett meghoznia 2010 szeptemberében. A hó 9-én Sarrazin előrevetítette a megbeszélés eredményét, és arra kérte az elnököt, hogy mentse fel a Deutsche Bundesbankon belüli tisztségei alól.

## Németország megszünteti önmagát
2010. augusztus 30-án Németországban kezdték terjeszteni a Németország megszünteti önmagát című esszéjét, amely számos vitát váltott ki. Sarrazin nézete a demográfiai leépülés, az alsó- és középosztály felemelkedése, valamint az iszlám országokból érkező bevándorlók túlsúlyának együttes hatásairól mondott jóslata hatalmas tiltakozó visszhangra talált a német médiában.

## Magyarul megjelent művei
- Ellenséges hatalomátvétel. Hogyan gátolja a haladást az iszlám és miként veszélyes a társadalomra?; ford. Rieckmann Tadeusz; Századvég, Budapest, 2019

## Fordítás
- Ez a szócikk részben vagy egészben  a   Thilo Sarrazin című olasz Wikipédia-szócikk ezen változatának fordításán alapul.  Az eredeti cikk szerkesztőit annak laptörténete sorolja fel. Ez a jelzés csupán a megfogalmazás eredetét és a szerzői jogokat jelzi, nem szolgál a cikkben szereplő információk forrásmegjelöléseként.